# Furfural (maladie professionnelle)
Une intoxication par le furfural est reconnue, en France, comme maladie professionnelle sous certaines conditions.
Cet article relève du domaine de la législation sur la protection sociale et a un caractère davantage juridique que médical.

## Législation enFrance

### Régime général
| Fiche Maladie professionnelle | Fiche Maladie professionnelle | Fiche Maladie professionnelle |
| Ce tableau définit les critères à prendre en compte pour que les affections provoquées par le furfural soient prises en charge au titre de la maladie professionnelle | Ce tableau définit les critères à prendre en compte pour que les affections provoquées par le furfural soient prises en charge au titre de la maladie professionnelle | Ce tableau définit les critères à prendre en compte pour que les affections provoquées par le furfural soient prises en charge au titre de la maladie professionnelle           |
| Régime Général. Date de création : 22 juin 1984 | Régime Général. Date de création : 22 juin 1984 | Régime Général. Date de création : 22 juin 1984 |
| Tableau No 74 RG | Tableau No 74 RG | Tableau No 74 RG |
| Affections professionnelles provoquées par le furfural et l'alcool furfurylique                                                                                       | Affections professionnelles provoquées par le furfural et l'alcool furfurylique                                                                                       | Affections professionnelles provoquées par le furfural et l'alcool furfurylique                                                                                                 |
| --- | --- | --- |
| Désignation des Maladies | Délai de prise en charge | Liste indicative des principaux travaux susceptibles de provoquer ces maladies                                                                                                  |
| Rhinite récidivant en cas de nouvelle exposition au risque ou confirmée par test.                                                                                     | 7 jours | Travaux exposant aux émanations de furfural et d'alcool furfurylique utilisés comme :                                                                                           |
| Asthme objectivé par explorations fonctionnelles Respiratoires récidivant en cas de nouvelle exposition au risque ou confirmé par test.                               | 7 jours | - Solvants réactifs ; - Agents de synthèse des pesticides, de médicaments ou de matières plastiques en particulier pour la préparation et l'utilisation de moules en fonderie ; |
| Dermite eczématiforme récidivant en cas de nouvelle exposition au risque ou confirmée par un test épicutané.                                                          | 15 jours | - Accélérateurs de vulcanisation du caoutchouc. |
| Date de mise à jour : 11 février 2003 | | |

## Furfural

### Données professionnelles
Le furfural est utilisé comme solvant en raffinage pétrochimique pour séparer les diènes (qui sont utilisés pour fabriquer le caoutchouc synthétique) des autres hydrocarbures.
Le furfural, avec son odeur épicé et amandé, est utilisé dans la fabrication d'arômes chocolat, caramel, beurre, noix cannelle, café, pain ou bien de liqueur. Son numéro fema/GRAS est le 2489.
Le furfural, ainsi que son dérivé l’alcool furfurylique, peut être utilisé seul ou en association avec le phénol, l’acétone, ou l’urée pour fabriquer des résines résistantes. Ces résines sont utilisées dans la fabrication des fibres de verre, de certains pièces d’avions, et de freins dans l’industrie automobile.
Le furfural est également utilisé comme intermédiaire de synthèse pour la production de solvants comme les furanes et le tétrahydrofurane. L’Hydroxyméthylfurfural a été identifié dans une grande variété d'aliments transformés par la chaleur.

### Données médicales

#### Effets aigus
Lorsqu'il est ingéré ou inhalé, le furfural peut provoquer des symptômes similaires à ceux rencontrés dans l’intoxication par différents solvants, notamment une certaine euphorie, des maux de tête, des étourdissements, des nausées et, dans les cas extrêmes, la perte de conscience et la mort par insuffisance respiratoire. Le contact avec le furfural irrite la peau et les voies respiratoires et peut provoquer un œdème pulmonaire.

#### Effets chroniques
L'exposition cutanée chronique peut entraîner une allergie cutanée à la substance, ainsi qu’une photosensibilisation. Dans les études de toxicité expérimentale, le furfural s’est révélé mutagène et a provoqué des tumeurs ainsi que des lésions du foie et des reins chez l’animal.

## Sources spécifiques
- (fr) Tableau No 74 des maladies professionnelles du régime Général
- (fr) fiche INRS du 2-Furaldéhyde (FT 40)

## Sources générales
- (fr) Tableaux du régime Général sur le site de l’AIMT
- (fr) Tous les tableaux du régime Général
- (fr) Tous les tableaux du régime Agricole
- (fr) Guide des maladies professionnelles de l’INRS (tableaux et commentaires)

## Autres liens
- (fr) Maladies à caractère professionnel

## Internationalisation
- (fr) Liste Européenne des maladies professionnelles
- (fr) Liste des maladies professionnelles au Sénégal
- (fr) Liste des maladies professionnelles en Tunisie